# Automatische Fahr- und Bremssteuerung

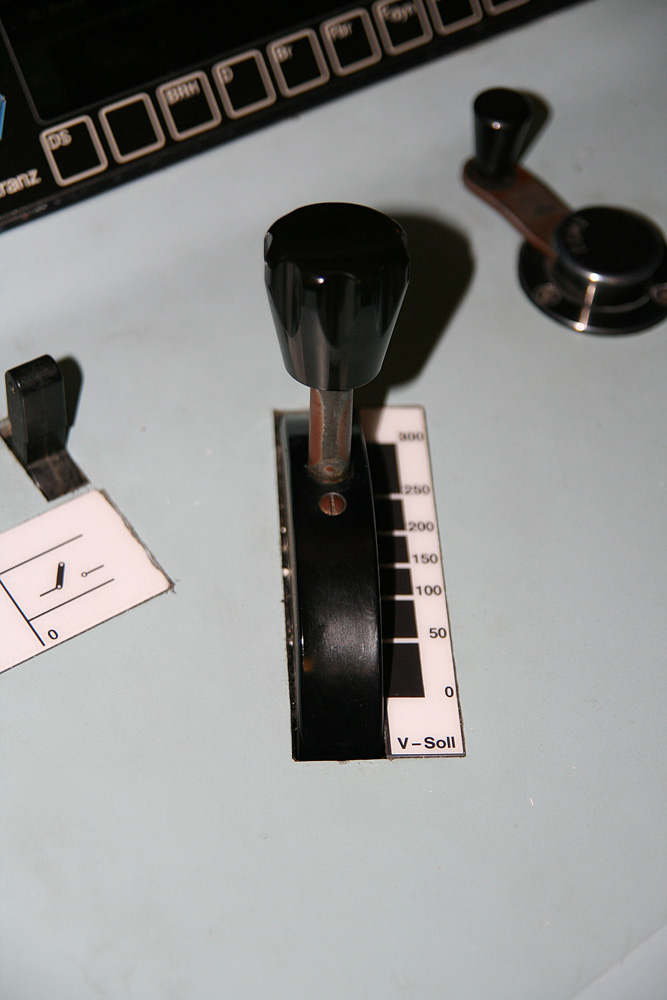
Der AFB-V_{soll}-Steller eines ICE 1

Die Automatische Fahr- und Bremssteuerung (Abkürzung: AFB) ist ein technisches System, das in Triebfahrzeugen der Eisenbahn zum Einsatz kommt, um den Triebfahrzeugführer bei seiner Arbeit zu unterstützen. Das System übernimmt dabei die Aufgabe, das Fahrzeug und den Zug auf eine vom Triebfahrzeugführer vorgewählte Geschwindigkeit (Vsoll) zu beschleunigen oder abzubremsen und diese Geschwindigkeit weiter zu halten. Im englischsprachigen Raum werden derartige Systeme als Speed Set bezeichnet.

## Funktionsweise
Vom Triebfahrzeugführer wird mittels eines Vsoll-Stellers eine Geschwindigkeit vorgegeben; die AFB stellt dann die nötigen Zug- und Bremskräfte automatisch ein; dazu verwendet sie die Triebfahrzeugbremse ebenso wie die durchgehende Zugbremse. Die Höhe der Zugkraft kann dabei über den Zugkraftsteller beeinflusst werden, während Bremsungen immer mit festen Verzögerungswerten erfolgen. Der Triebfahrzeugführer behält dabei immer die Kontrolle über das Fahrzeug und kann jederzeit eingreifen, indem er die Zugkraft abschaltet oder manuell mit dem Führerbremsventil bremst. Dabei wird die AFB vorübergehend unwirksam geschaltet, ebenso wie sie sich jederzeit vollständig abschalten lässt.
Als zweite Variante gibt es bei der Rhätischen Bahn (RhB) Steuerungen, bei denen der Triebfahrzeugführer lediglich Vsoll vorgeben kann und keinen direkten Einfluss auf die Kraft hat, da bei dieser Variante die Kraft vollautomatisch durch den Regler bestimmt und vorgegeben wird.

## Verbreitung
Die AFB ist vorwiegend in modernen Fahrzeugen, wie zum Beispiel dem Intercity-Express, Lokomotiven der Baureihe 101 und anderen zu finden. Auch einige U-Bahnsysteme nutzen AFB. Für fahrerlose Bahnsysteme ist AFB eine Grundvoraussetzung.
Die Mitte der 1960er Jahre vorgestellten Maschinen der Baureihe 103 waren als erste Lokomotiven in Deutschland mit einer automatischen Geschwindigkeitsregelung ausgerüstet.

## Kombination mit anderen Systemen
In Verbindung mit wirksamer Linienzugbeeinflussung (LZB) kann die AFB – bei entsprechend ausgestattetem Fahrzeuggerät – die Geschwindigkeit eines Zuges unter Berücksichtigung der LZB-Führungsgrößen automatisch so regeln, dass sie die zulässige Geschwindigkeit Vmax nie überschreitet. Das System kann dabei selbsttätig nach Bremsungen wieder beschleunigen, jedoch erkennt es keine fahrplanmäßigen Halte, wenn diese nicht signalisiert werden. Ebenfalls fährt die AFB stets an oder nahe der zulässigen Geschwindigkeit und damit mitunter schneller, als es zur Einhaltung des Fahrplans eigentlich erforderlich wäre. Im Gegensatz dazu ermöglicht Automatic Train Operation Züge auf möglichst optimalen Trajektorien, bei planmäßig verkehrenden Zügen energieeffizient, zu führen.

## Praxis
Wie bei der manuellen Steuerung behält der Triebfahrzeugführer in jedem Fall die volle Verantwortung für die sichere Durchführung der Zugfahrt. Da das automatische Fahren mit AFB und LZB auf vielen Strecken bei voll ausgelegtem Zugkraft- und Vsoll-Steller (dann gilt Vsoll=Vmax) zu einem sehr dynamischen Fahrverhalten des Zuges führt (unnötig starke Beschleunigungen und Verzögerungen, kein vorausschauendes Fahren), schalten Triebfahrzeugführer Zugkraft und Vsoll in der Regel nur dann ganz frei, wenn es auch sinnvoll ist. Dadurch können neben einem höheren Fahrkomfort insbesondere Energieeinsparungen erzielt werden.